# Alone in the Dark (игра, 1992)
Alone in the Dark (с англ. — «Один во тьме») — компьютерная игра в жанре survival horror, созданная Фредериком Реналем, разработанная и изданная компанией Infogrames в 1992 году для PC-совместимых компьютеров под управлением DOS. В 1994 году игра была портирована на консоль 3DO студией Krisalis Software, а в 2014 году появилась версия для iOS от Atari. События игры разворачиваются в Луизиане двадцатых годов XX века. Герой оказывается в особняке, полном различных монстров, ловушек и загадок. Чтобы выбраться, игрок должен собирать различные предметы, решать головоломки, сражаться с монстрами и исследовать нелинейный мир игры.
После выхода игра получила признание от критиков и игроков, а игра считается родоначальником трехмерных игр в жанре survival horror. В 1993 году игра была удостоена премии European Computer Trade Show за лучшую графику и самую оригинальную игру. В 2009 году журнал Empire включил Alone in the Dark в список «100 величайших игр всех времен».
Alone in the Dark оказала большое влияние на жанр. В частности, Синдзи Миками во время работы над Resident Evil обратил внимание именно на механику Alone in the Dark. После успеха оригинала было выпущено ещё три сиквела, один перезапуск и один спин-офф. Кроме того, было снято два художественных фильма по мотивам серии игр.

## Игровой процесс
Выбрав в качестве протагониста мужчину или женщину (Эдварда Карнби или Эмили Хартвуд), игрок оказывается заперт в поместье Дерсето, где происходят странные вещи. Персонаж беспрепятственно поднимается на чердак, после чего начинается игра, цель которой — выбраться из дома, решив ряд головоломок и избежав смерти от рук различных сверхъестественных существ. С одними противниками можно расправиться без оружия, другие требуют индивидуального подхода. Целый ряд врагов принципиально неуничтожим, поэтому с ними лучше не встречаться.
Блуждая по дому, игрок находит также книги и другие документы, рассказывающие о Дерсето и событиях, предшествовавших началу игры. Знакомство с ними необязательно для прохождения игры, хотя в некоторых из них содержатся подсказки.
Персонаж может исследовать (обыскивать) различные места (например, полки), открывать и закрывать двери, перемещать некоторые объекты, а также поднимать, класть и бросать определённые предметы. Некоторые из них можно также открыть (например, аптечки) или прочитать (книги и другие документы). Встречаются также пластинки, которые можно проиграть на граммофоне. Инвентарь имеет ограничение по весу, поэтому его следует время от времени разгружать, избавляясь от ненужных предметов (если какой-то из них понадобится впоследствии, его можно подобрать там, где он был оставлен).
В отличие от других частей игры и большинства представителей жанра Alone in the Dark линейна только отчасти. Помещения дома (после открытия доступа в ту или иную его часть) можно исследовать в любом порядке. Напротив, заключительная часть (подземные пещеры) абсолютно линейна.

## Сюжет

Кадр из игры.

В 1924 году Джереми Хартвуд, знаменитый художник и владелец луизианского поместья Дерсето, покончил с собой. Его смерть выглядит подозрительной, но никого не удивляет, ибо Дерсето обладает устойчивой репутацией места, в котором обитает злая сила. Дело закрыто полицией и всеми забыто. Игрок принимает на себя роль Эдварда Карнби — частного сыщика, которого нанимает торговец антиквариатом, интересующийся пианино, стоящим на чердаке Дерсето, — либо Эмили Хартвуд, племянницы Джереми, которая тоже хочет найти пианино, потому что в нём, по её сведениям, находится потайной ящик с запиской, объясняющей самоубийство Джереми.
После того, как выбранный игроком персонаж входит в дом, двери захлопываются за ним и ему (ей) предстоит разгадать секрет поместья, сражаясь с чудовищами и преодолевая опасности. В различных частях дома можно найти книги и записки, рассказывающие о том, что Дерсето было построено пиратом-оккультистом по имени Иезекииль Прегзт и что под домом находятся пещеры, в которых проводились ужасные обряды с целью увеличить богатство Прегзта и продлить его земное существование. Во время Гражданской войны в США Прегзт был застрелен, а Дерсето сожжено, однако дух Прегзта остался в этом мире, и слуги поместили его труп внутрь старого дерева в пещерах под Дерсето. Джереми Хартвуд покончил с собой, чтобы его тело не досталось Прегзту, желающему возродиться. Теперь Прегзт охотится за телом героя игры.
Эдвард или Эмили находит проход в подземные пещеры, добирается до дерева и сжигает его.
Игра создана по мотивам произведений Говарда Филлипса Лавкрафта (в библиотеке поместья хранятся выдуманные им книги «Некрономикон» и De Vermis Mysteriis). К «Мифам Ктулху» отсылают также названия сверхъестественных существ, с которыми сталкивается персонаж: Глубоководные (англ. Deep Ones), Подземные (англ. Chthonian) и ночные призраки (англ. Nightgaunts). Кроме того, фамилия Карнби отсылает к Джону Карнби — персонажу рассказа лавкрафтианского цикла «Возвращение чародея» Кларка Эштона Смита. В книгах из Дерсето повествуется также о лорде Болескине, что является прямой отсылкой к другой игре студии Infogrames на основе «Мифов Ктулху» — Shadow of the Comet.

## Отзывы
| Иноязычные издания | Иноязычные издания |
| Издание            | Оценка             |
| ------------------ | ------------------ |
| AllGame            | (DOS)              |
| EGM                | 8/10 (3DO)         |
| Famitsu            | 33/40 (3DO)        |
| Next Generation    | (MAC)              |

Игра получила положительные отзывы критиков. К февралю 1997 года было продано 600 тысяч копий игры Alone in the Dark.